# Fekete család (nyárádgálfalvi)

A nyárádgálfalvi Fekete család a nyárádgálfalvi Nagy családból szakadt ki, a régi okmányokban „Fekete alias Nagy” néven szerepel, de már 1602-ben Fekete Péter és Fekete Márton, mint lovas székelyek esküsznek fel Giorgio Basta főgenerális rendeletére a császár és király hűségére. 1605 után Fekete Bálint és Fekete Péter Nyárádgálfalváról eltávoztak. Nyárádgálfalván 1636-ban Fekete Bálint, Fekete Péter és Fekete Gergely még élnek, egy lustrában szerepelnek. Fekete György az 1700-as évek második felében már Mezőcsáváson élt és ott halt meg 1808-ban. Fekete Gergely tanító 1860-ban Bethlenbe települt. Fekete Gergely fia Fekete Albert I. és családja Sajóudvarhelyen élt. Mezőcsávás közelében nem volt folyó és gyakoriak voltak a tűzvészek, a Fekete család egy része ezért települt a Sajó folyó közelébe, Beszterce-Naszód megyébe. 

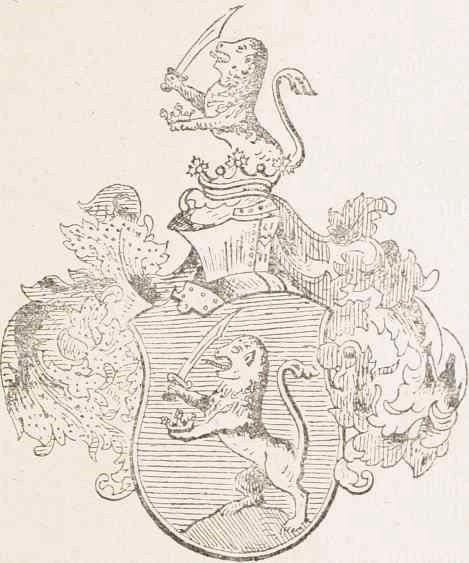
Fekete Bálint és Fekete Péter 1605. szeptember 16-án Marosvásárhelyen Bocskai Istvántól kapott primipiláris levelet és címert

A nyárádgálfalvi és nagyfalusi Fekete, másképp Nagy család címere a Genealógiai füzetek szerint

## A nyárádgálfalvi Fekete család nemességének megerősítése és címere
„Régi székely család, melynek ősi fészke Marosszék, Nyárád-Gálfalva. Nemességük megerősítése elsőbben 1605-ben történt, midőn szeptember 15-én Fekete Bálint, máskép Nagy de Nyárád-Gálfalva és szeptember 16-án Fekete Péter máskép Nagy de Nyárád-Gálfalva Bocskay Istvántól primipillaris leveleket nyertek, a melyek ugyanazon évben Székely-Vásárhelyen a generális törvényszékben ellentmondás nélkül kihirdettettek. A Ferencz fia Gergely Dobokamegyébe Nagyfaluba, később Kidébe költözvén, a Il-ik Ferdinánd császár elleni hadjáratokban szerzett érdemeiért Bethlen Gábortól 1621. márczius 4-én nemeslevelet kapott nagyfalusi előnévvel. Fekete-Nagy Gergely nemsokára Nyárád-Gálfalvára visszaköltözvén nemeslevele Maros- Vásárhelyt 1629. junius 28-án a székgyülésen ellentmondás nélkül kihirdettetett. A generális collustratióban az összeírás szerint 1636-ban úgy Péter, mint Bálint és Gergely Gálfalváról mint primipillusok fordulnak elő. Ugyanígy lustráltak 1647-ben Péter és Mihály, 1677-ben Mihály, András és Péter, 1685-ben György és Marton, 1691-ben György és Márton, és 1711-ben Mihály, András és György. Továbbá 1685-ben Lipót római császár és József királynak hűségére Márton homagiumot praestal…. A család tagjai által használt czímer: kék mezőben, zöld halmon ágaskodó oroszlán, jobb első lábában kivont kardot, baljában pedig vérző tatárfőt (némely pecséten koronát [!]) tart. A paizs fölötti zárt sisak dísze a paizsbeli alak növekvően. Takarók: kékarany vörösezüst.”

## Fekete (nyárádgálfalvi) családfa anyakönyvek alapján
A Mezőőcsávási (1787-1876), bethleni (1781-1921), mezőmadarasi (1783-1955), sajóudvarhelyi (1861-2008) református egyházi anyakönyvek feldolgozása alapján.
- A1. Fekete György I. (1735-†Mezőcsávás, 1808 december 18.) neje: N. N. (1755 k.-†Mezőcsávás 1805 január 13.).
  - B1. Fekete György II. (1780 k.-†Mezőcsávás, 1841 után) neje: Czegő Borbála. (Mezőcsávás 1782-†Mezőcsávás, 1834 június 10.) Mezőcsávás, 1802 május 11. Czegő Borbála apja Czegő György (1750 k.-†Mezőcsávás 1808 december 21.)] 
    - C1. Fekete László I. (Mezőcsávás, 1803 július 10.-†Mezőcsávás, 1843 június 25.) neje: György Sára. (Mezőcsávás, 1809 október 13.-†Mezőcsávás, 1843 május 20.) Mezőcsávás, 1827 május. 8. György Sára apja: György István (Mezőcsávás, 1774-†Mezőcsávás, 1834 március 30)]
      - D1. Fekete László II. (Mezőcsávás, 1828 március 25.-†Mezőcsávás, 1828 augusztus 18.)
      - D2. Fekete Gergely. (Mezőcsávás, 1829 május 29.-†Bethlen, 1915 december, 31.) neje: Nagy Rózália. (Mezőcsávás, 1840 március 16.-†Bethlen, 1904 február 7.) Mezőcsávás, 1860 szeptember 13. Fekete Gergely tanító részt vett az 1848-49-es szabadságharcban. A bethleni egyházközségben 1860-tól 56 éven át dolgozott. Nagy Rozália szülei: Nagy József és Pápay Berta.
        - E1. Fekete Sándor. (Bethlen, 1861 november 14-†Bethlen, 1864 január 6.)
        - E2. Fekete Albert I. Bethlen, 1863 szeptember 30.-†Sajóudvarhely, 1908 augusztus 24.) neje: Szénásy Berta. (Mezőmadaras, 1861-†Sajóudvarhely, 1931 augusztus 4.) Sajóudvarhely, 1892 augusztus 30.
          - F1. Fekete Albert II. (Sajóudvarhely, 1893 május 23.-†Sajóudvarhely, 1978 október 12.) Nőtlen gazdálkodó.
          - F2. Fekete Jolán. (Sajóudvarhely, 1894 augusztus 27.-†Sajóudvarhely, 1971 szeptember 22.) férje: Szakács Sándor I. (Fellak, 1888 április 23.-†Sajóudvarhely, 1918 november 19.) Sajóudvarhely, 1910 július 16. 
            - G1. Szakács Jolán. (Fellak, 1911 június. 5.-†Dés, 2000 április. 12.) férje: Gombár Sándor. (Dés, 1899 június. 13.-†Dés, 1974 augusztus 17.) Dés, 1933 október.
            - G2. Szakács Sándor II. (Fellak, 1912 május 4.-†Fellak, 1912 szeptember 25.)
            - G3. Szakács Sándor III., Károly (Fellak, 1913 július 24.-†Sajóudvarhely, 1918 november 21.)
            - G4. Szakács Dóra. (Fellak, 1914 október 19.-†Budapest, 1998 június 28.) férje: Dr. Sipos Béla II. (Rimaszombat, 1904 augusztus 18-†Budapest, 1980 szeptember 17.) Sajóudvarhely, 1944 június 25.
            - G5. Szakács Tihamér. (Sajóudvarhely, 1917 május. 20-†Sajóudvarhely, 1918 november 14.)

          - F3. Fekete Ilonka. (Sajóudvarhely, 1898 június 8.-†Sajóudvarhely, 1979 november 2.)
          - F4. Fekete Pál. (Sajóudvarhely, 1900 július 19.-†Sajóudvarhely, 1944 december 22.) neje: Mágner Júlia. (1907 április 3.-Sajóudvarhely, 1996 január 13.) 1934
            - G1. Fekete Edit. (Melegföldvár, 1935 június 28.-) férje: Pálffy Gusztáv. (Dés, 1931 június 22.-†Kolozsvár, 1992 január 29.) Sajóudvarhely, 1955. augusztus 15. Pálffy Gusztáv szülei Pálffy István és Lakatos Vilma.
            - G2. Fekete Judit (Juci). (Sajóudvarhely, 1937 augusztus 30.-†Sajóudvarhely, 2010 november 26.) 1. férje: Gál Mihály (1932 május. 21.-) Sajóudvarhely, 1959 május. 31. Elváltak. 2. férje: Gusztinelli Lajos. (Sajóudvarhely, 1936 február 7.-†Sajóudvarhely, 2012)
            - G3. Fekete István. (Melegföldvár, 1939 december 24.-†Beszerce, 1991 március 6.) neje: Váradi Mária (Babi). (1946 augusztus 28.-) Sajóudvarhely, 1965 augusztus 22. Váradi Mária szülei: Váradi János és Laár Mária.

        - E3. Fekete Róza. (Bethlen, 1866 január 8.-†Bethlen, 1907 november 25.)
        - E4. Fekete Gergely I. (Bethlen, 1868 május 13.-†Bethlen, 1869 május 21.)
        - E5. Fekete Gergely II. Gerő. (Bethlen, 1870 augusztus 12.-†Sajószentandrás, 1948 július. 24.) Református lelkész. 1. neje: Benedek Aranka. 2. neje: Orbán Klára. (1878-†1938 május 20.) 
          - F1. Fekete Margit. Anyja Benedek Aranka. férje: Lázár Ferenc. (1904-†Dés, 1968 szeptember 12.)

        - E6. Fekete Sándor. (Bethlen, 1872 október 28.-†Karcag, 1905 január 31.) Lelkész volt.

      - D3. Fekete László III. (1831 január 18.-†1868 után) neje: Kis Eszter. 1856 január 22. Kis Eszter apja Kis János. 
        - E1. Fekete László IV. (Mezőcsávás, 1857 január 18.-)
        - E2. Fekete István. (Mezőcsávás, 1860 december 10.-)
        - E3. Fekete Ferenc. (*Mezőcsávás, 1863 március 9.-)
        - E4. Fekete Sára. (*Mezőcsávás, 1865 szeptember 28.-)

      - D4. Fekete Zsuzsanna. (1833 február 18.-)
      - D5. Fekete Zsigmond. (1835 március 1.-) neje: Bakó Zsófia. (1837-†Mezőcsávás, 1873 január 29. 1858. november 17. Bakó Zsófia apja Bakó József.
        - E1.Fekete Sára. (*Mezőcsávás, 1859 október 5.-) férje: Székely Gergely I. (1855 október 9.-) Mezőcsávás, 1878  november 1.
        - E2. Fekete Antal. (1873 január 29.-†Mezőcsávás, 1874 április 9.)

      - D6. Fekete Sára. (1837 május 21.-)
      - D7. Fekete Márta. (1839 január 8.-)
      - D8. Fekete Zsófia. (1841 május 21.-)

    - C2. Fekete György III. (Mezőcsávás, 1805 július 28.-†1868 után.) neje: Imre Zsuzsanna.  Mezőcsávás, 1833 március 5.
      - D1. Fekete Elek. (Mezőcsávás, 1835 október 22.-†Mezőcsávás, 1837 december 6.).
      - D2. Fekete Borbála I. (*Mezőcsávás, 1837 november 9.-†Mezőcsávás, 1845 június 29.)
      - D3. Fekete Lajos I. (*Mezőcsávás, 1840 február 22.-†Mezőcsávás, 1840 február 28.) Lajos I. ikertestvére Ferenc.
      - D4. Fekete Ferenc. (*Mezőcsávás, 1840 február 22.-†Mezőcsávás, 1840 május 10.)
      - D5. Fekete Lajos II. (*Mezőcsávás, 1841 március 20.-) Lajos és Júlia ikrek.
      - D6. Fekete Júlia. (*Mezőcsávás, 1841 március 20.-)
      - D7. Fekete György IV. (*Mezőcsávás, 1842 november 3.-)
      - D8. Fekete Ágnes. (*Mezőcsávás, 1845 április 5.-)
      - D9. Fekete Borbála II. (*Mezőcsávás, 1848 szeptember 3.-) férje: Szász András. (1844-) 1868 január 25.

    - C3. Fekete István. (*Mezőcsávás, 1812 november 23.-†Mezőcsávás, 1837 február.)
    - C4. Fekete Gergely. (*Mezőcsávás, 1815 július 8.-†Mezőcsávás, 1817 november 8.)
    - C5. Fekete Sára. (*Mezőcsávás, 1820 június 20.-†Mezőcsávás, 1841 augusztus 4.)

## Fekete (nyárádgálfalvi) családfa a szakirodalom és periratok alapján
- A nyárádgálfalvi Fekete család a nyárádgálfalvi Nagy családból szakadt ki, a régi okmányokban „Fekete alias Nagy” néven szerepel, de már 1602-ben és 1603-ban Fekete Péter és Fekete Márton, továbbá Nagy Miklós, Nagy Jakab, Nagy János és Nagy Péter mint lovas székelyek esküsznek fel Giorgio Basta főgenerális rendeletére a császár és király hűségére.[4]
- Nyárádgálfalván Fekete Bálint, máskép Nagy de Nyárádgálfalva 1605. szept-ember 15-én és testvére Fekete Péter, máskép Nagy de Nyárádgálfalva 1605. szeptember 16-án Bocskay Istvántól Medgyesen  primipillaris leveleket nyertek, ami 1605-ben Székely-Vásárhelyen kihirdetésre került. 1605. után Fekete Bálint és Fekete Péter Nyárádgálfalváról eltávoztak. Fekete Bálint és Fekete Péter közötti kapcsolat nem állapítható meg. Nyárádgálfalván 1636-ban Fekete Bálint, Fekete Péter és Fekete Gergely még élnek, egy lustrában szerepelnek. Szabédi Feketék produkcionális (nemességigazolási) pere. 1763.[5] Doboka vármegyében Kidében lakó Nagy másként Fekete Gergely 1621. március 4-én Bethlen Gábor erdélyi fejedelemtől armálist nyert, majd Kidéből Nyárádgálfalvára jött lakni, 3 fia volt: Fekete Márton, Fekete György és Fekete Ferenc, Fekete György Bazédra ment lakni, akinek voltak gyerekei, a két testvérének viszont nem. Fekete Bálint és Fekete Péter prim. levele, Fekete Bálint utódai a nyárádgálfalvi jószágból kifizeti Fekete Péter utódait, Fekete Bálint utódai települtek Mezőcsávásra, Fekete Péter leszármazottai maradtak Nyárádgálfalván. Fekete Péter leszármazottai mentek gyilkosság miatt Bazédra, a nyárádgálfalvi részt elveszítik, majd Szabédba mentek, így a Szabédi Fekete család valóságosan Nyárádgálfalváról való. Nem a nyárádgálfalvi, hanem a Doboka vármegyei famíliából való Fekete (Ferenc) legény vette feleségül a Lengyelországban elhunyt Rácz István özvegyét, Sidó Margitot, Fekete Ferenc Kibédben meghalt, s minden armalium maradt Sidó Margitra, ki vissza jött Mezőcsávásra, az aramális róla szállott Rácz Györgyre, erről Rácz Katára, ettől Czegő Ferenc (a Czegők jobbágy származásúak voltak) megvette, tőle Nyárádgálfalvi Fekete Márton vette meg. (Sidó Margit és Fekete Ferenc fia volt Fekete Márton.) A családfa eleje C2. Fekete Györgyig más források alapján is igazolható és ugyanez mondható el az 1800-as években születettekre is, ahol anyakönyvek már rendelkezésre állnak. A csalás valószínűleg az 1722 után és 1800. előtt szülötteknél követték el. A következő per a nyárádgálfalvi Fekete-Nagy család productionalis pere. 1803. március 11. Ebben a perben is megfogalmazzák a hitelesség problémáját.[6]
- A1. Fekete Ferenc (Nagy)
  - B1. Fekete Gergely (Nagy), ? (1580 k.-†1636 után.) Dobokamegyébe, Apanagyfaluba, később 1635-ben Kibédbe költözözött , a II-ik Ferdinánd császár elleni hadjáratokban szerzett érdemeiért Bethlen Gábortól 1621. március 4-én nemeslevelet kapott nagyfalusi előnévvel. Kelt Nagy-Szombaton 1620. márcz. 4. Fekete-Nagy Gergely nemsokára Nyárádgálfalvára visszaköltözött és nemeslevelét Marosvásárhelyt 1629. június 28-án a székgyűlésen ellentmondás nélkül kihirdették. Aláírta Gregor Ozdi de Gálfalwa juratus Notar Sed. Maros. Csak 1620-ban van feljegyezve, hogy a nagyfalusi Fekete család birtokkal rendelkezett Nagyfaluban. 1620. Nagyfalvi Fekete, máskép Nagy család itteni 1 telkes nemes. 1635. Fekete Gergely Kibédbe ment lakni, öröksége nem volt, ott halt meg. 1636-ban primipillusként lustrált.
    - C1. Fekete Márton. (-†Mikháza, 1662 után.) török rabságba esett, testvérei György és Ferenc a váltságdíjért nyárádgálfalvi minden jószágukat eladták, Mártont a fogságból kiváltották, s így hazatérvén Mikházán magtalanúl elhalt. Fekete Márton 1762 szeptember 12-én kelt irat alapján Nyárádgálfalván semmi jussal nem rendelkezett, 85 forintért Bazédon birtokot szerzett.
    - C2. Fekete György. (-†1677. előtt) Nyárádgálfalváról Bazédra költözött, ott nősült. Voltak gyermekei, két testvérének Mártonnak és Ferencnek viszont nem. neje: Csécs. N. Csécs (Csécz) János (bazédi) (1614.) leányát vette feleségül, úgy szerzett magának jószágot Bazéden.
      - D1. Fekete István I. (bazédi, majd szabédi), 1677-ben a lustrában szerepel, dragonyos, Bazédon lakik, Bazédon nyert jussát 1691 június 17-én Szabédra cserélte és Szabédra költözött, ahol a Fekete család idősebb szabédi ágának lett megalapítója. Fekete István leszármazását igazolta.
        - E1. Fekete János. 1677 Szabéd, a lustrában szerepel. Fekete János, nemess a vagyon összeírásokban szerepel. Szabéd. (Szabédi Fekete család) 1701. 1710. 1711. 1712. 1713.[7]
          - F1. Fekete Ferenc.
            - G1. Fekete József. Produkcionális (nemességigazolási) per alapján. 1809.
            - G2. Fekete István. Produkcionális (nemességigazolási) per alapján. 1809.

          - F2. Fekete Miklós.

        - E2. Fekete István I. 1677. lustrában szerepel, dragonyos. Az 1710. október 6. és 1713-as vagyon-összeírásokban szerepel.
          - F1. Fekete Márton I.
            - G1. Fekete György. Produkcionális (nemességigazolási) per alapján 1809.
            - G2. Fekete Márton II. Produkcionális (nemességigazolási) per alapján 1809.

          - F2. Fekete Zsigmond I.
            - G1. Fekete András.
            - G2. Fekete Mihály. Szentgerice.
            - G3. Fekete Zsigmond II.

          - F3. Fekete János I.
            - G1. Fekete János II. Produkcionális (nemességigazolási) per alapján 1809.

        - E3. Fekete Mihály. Szolnokmegyébe költözött. Fekete Mihály nemes, mint lóháton hadakozó lófő (primipili),a vagyonösszeírásokban szerepel: Szabéd. (Szabédi Fekete család) 1701. 1710. 1711. 1712. 1713.[7]

      - D2. Fekete János I. neje: Szombatfalvi Krisztina.
        - E1. Fekete György.
          - F1. Fekete Ferenc.

        - E2. Fekete Mihály.
          - F1. Fekete Dániel. Produkcionális (nemességigazolási) per alapján 1803.
          - F2. Fekete László. Produkcionális (nemességigazolási) per alapján 1803.

        - E3. Fekete János II.

      - D3. Fekete Mihály I. Nyárádgálfalván, 1636-ban  és 1647-ben lustrál. Nyárádgálfalvi ág megalapítója. neje: Gálfi Kata.
        - E1. Fekete Anna (szabédi). 1. férje: Székely Mihály (szabédi). 2. férje: Kis Márton I. (szabédi)
          - F1. Kis Márton II.  (1714-) neje: Székely Anna.

        - E2. Fekete György.
          - F1. Fekete Ferenc I.
            - G1. Fekete Ferenc II. Produkcionális (nemességigazolási) per alapján 1803.

          - F2. Fekete János I. Nyárádgálfalva, 1721-1722[7]
            - G1. Fekete János II.
            - G2. Fekete Miklós.
              - H1. Fekete Dániel. Produkcionális (nemességigazolási) per alapján 1803.
              - H2. Fekete László I. (1765-) neje: Nagy (bikfalvi) Kata. Produkcionális (nemességigazolási) per alapján 1803.
                - I1. Fekete Mária. (1791-) férje: György (tompai) Sándor.
                - I2. Fekete László II. (1788-) neje: Dicső (szekeresi) Rebeka. Marosvásárhelyt.
                  - J1. Fekete Károly. (Marosvásárhely, 1816-†1880) Ügyvéd, 1872-től királyitörvényszéki bíró. neje: Simatits Véri. Simatits Véri apja Simatits János ny. császári és királyi alezredes.

                - I3. Fekete Lőrincz. neje: Csupor (szentgericzei) Kata.
                - I4. Fekete Rebeka. (1795-) Θ Csíki (nyárádgálfalvi) Sámuel

        - E3. Fekete András. 1677.
        - E4. Fekete Mihály II. (1700-†1751 március 17. előtt.) Nyárádgálfalva, 1721-1722. neje: Kocsis Sára. (1710-) Nemességigazolási per. 1763.
          - F1. Fekete Borbála. férje: Áts János.
          - F2. Fekete György I. Nyárádgálfalva.
            - G1. Fekete György II.
              - H1. Fekete Miklós. Produkcionális (nemességigazolási) per alapján 1803.
              - H2. Fekete András. Produkcionális (nemességigazolási) per alapján 1803.
              - H3. Fekete István. Produkcionális (nemességigazolási) per alapján 1803.

            - G2. Fekete Márton.
            - G3. Fekete Mihály.

          - F3. Fekete Erzsébet.

    - C3. Fekete Ferenc. 1677